# Emerich Juettner
Emerich Juettner (tháng 1 năm 1876 - 4 tháng 1 năm 1955), còn được gọi là Edward Mueller hoặc Mister 880, là một người nhập cư người Mỹ gốc Áo nổi tiếng với việc làm giả tờ 1 đô la Mỹ và trốn tránh Mật vụ Hoa Kỳ trong một thập kỷ, từ 1938 đến 1948. Khi bị bắt, ông công khai thừa nhận hành động của mình, nói thêm rằng ông chưa bao giờ đưa nhiều hơn một tờ tiền giả cho bất kỳ ai, vì vậy không có ai mất hơn một đô la. Ông bị kết án một năm và một ngày trong tù, và phạt một đô la, và sau đó bán quyền tác giả cho câu chuyện của anh ta, từ đó một bộ phim hài giành giải thưởng được thực hiện.

## Tiểu sử
Emerich Juettner sinh vào tháng 1 năm 1876 tại Áo trong một gia đình thuộc tầng lớp lao động. Ông là con lớn nhất trong 4 anh chị em, có hai em trai và một em gái. Vào ngày 21 tháng 6 năm 1890, ở tuổi 13, ông đến New York. Ông tìm được công việc là một người vẽ khung hình trước khi kết hôn với Florence LeMein vào năm 1902 khi 26 tuổi. Vợ Juettner sinh một đứa con trai, Walter vào năm 1903 và một cô con gái, Florence, vào năm 1918. Để hỗ trợ gia đình, Juettner bắt đầu làm nhân viên bảo trì và xây dựng tổng giám đốc ở Upper East Side của New York. Công việc của ông cho phép ông và gia đình được thuê nhà miễn phí dưới tầng hầm của tòa nhà nơi ông làm việc. Sau khi vợ mất năm 1937, Juettner trở thành người thu gom rác.

## Kế hoạch
Sau cái chết của vợ, Juettner bị hạn chế về tài chính. Năm 1938, Juettner bắt đầu sử dụng mười đến mười hai tờ tiền giả tự chế mỗi tuần tại một số cửa hàng chọn lọc trong khu phố Manhattan. Trong mười năm sau đó, Juettner tiếp tục sử dụng các hóa đơn giả của mình một cách tiết kiệm, không bao giờ lặp lại vị trí cửa hàng hoặc tiền giả. Các tờ tiền giả luôn được in với chất lượng kém trên giấy rẻ tiền và bao gồm các chi tiết như Washington được đánh vần là "Wasihngton".